# Scheffelsberg
Scheffelsberg är ett berg i Tjeckien.   Det ligger i regionen Karlovy Vary, i den västra delen av landet, 130 km väster om huvudstaden Prag. Toppen på Scheffelsberg är 981 meter över havet, eller 67 meter över den omgivande terrängen. Bredden vid basen är 4,7 km.
Terrängen runt Scheffelsberg är huvudsakligen kuperad, men västerut är den platt.Runt Scheffelsberg är det ganska tätbefolkat, med 108 invånare per kvadratkilometer. Närmaste större samhälle är Nejdek, 9,2 km söder om Scheffelsberg. I omgivningarna runt Scheffelsberg växer i huvudsak barrskog.